# سالمين عتيق
سالمين عتيق الرميحي لاعب كرة قدم قطري . يلعب حالياً في نادي الخور معار من نادي الشمال.

## مسيرة اللاعب
لعب في نادي الجيش ونادي الدحيل ونادي أم صلال ونادي قطر ونادي الشمال ونادي الخور.